# 辻真平

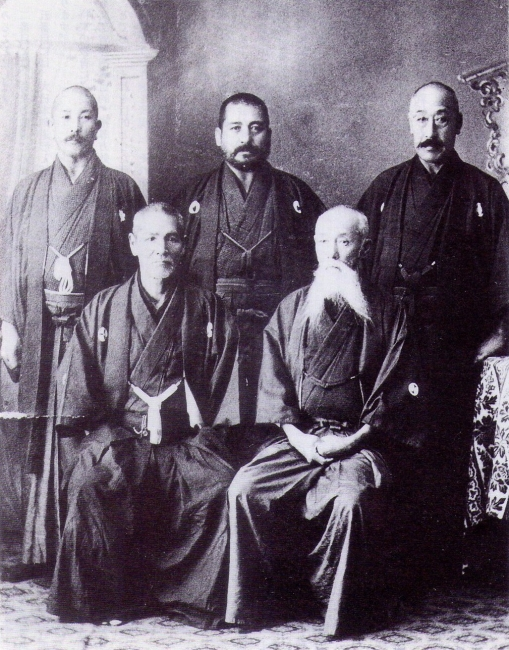
前列左・辻真平。1912年（大正元年）10月。

辻 真平（つじ しんぺい、1849年10月1日（嘉永2年8月15日）- 1914年（大正3年）7月27日）は、小城藩士、剣術家（心形刀流皆伝、大日本武徳会剣道範士）。

## 経歴
小城藩心形刀流剣術指南役・永田右源次の子として肥前国小城郡晴気村に生まれる。名は愛三郎（のち辻家に養子）。6歳から父に心形刀流を学び、12歳で藩校興譲館の相門引立方を命じられ19歳まで務める。
1869年（明治2年）6月、藩主の命で東京へ出て直心影流第15代・長沼可笑人に入門。1870年（明治3年）4月から1871年（明治4年）1月まで名古屋藩知事（旧藩主）・徳川義宜に剣法を指南する。
廃藩置県後の1873年（明治6年）8月、福岡県久留米の琴平神社境内での撃剣興行に参加。
1875年（明治8年）、心形刀流免許皆伝を受ける。
1884年（明治17年）頃、佐賀県巡査に任官。県下の警察署、巡査教習所、佐賀県立第一中学校、同小城分校で剣術を指南する。
1899年（明治32年）6月、大日本武徳会の会員募集のため佐賀県立第一中学校に講演に来た渡辺昇と試合を行い、渡辺を子供のようにあしらったという。
1905年（明治38年）、大日本武徳会より剣道教士号、1909年（明治42年）、剣道範士号を授与される。
1911年（明治44年）、剣道形制定のため全国から25名の剣客が選ばれ、委員会が結成される。辻はそのうち5名の主査の一人に抜擢された。1912年（大正元年）、大日本帝国剣道形が発表される。
1913年（大正2年）、南満州鉄道に剣道教師として招かれ、一家で満州に移住する。
1914年（大正3年）、満州で死去。